# Trichoniscus elisabethae
Trichoniscus elisabethae är en kräftdjursart som beskrevs av Johann Moritz David Herold 1923. Trichoniscus elisabethae ingår i släktet Trichoniscus och familjen Trichoniscidae. Utöver nominatformen finns också underarten T. e. estoniensis.